# Mistrzostwa Polski w koszykówce mężczyzn (1934)
VII Mistrzostwa Polski w koszykówce mężczyzn. Turniej finałowy odbył się w Krakowie w dniach 22 - 23 września 1934 r. z udziałem 4 drużyn.

## Rozgrywki
Wyniki poszczególnych spotkań: 
- YMCA Kraków - KPW Poznań 51:46 (16:33),
- Cracovia - Polonia Warszawa 26:23 (18:8),
- YMCA Kraków - Cracovia 35:32 (22:14),
- Polonia Warszawa - KPW Poznań 55:43 (32:26),
- KPW Poznań - Cracovia 50:36,
- YMCA Kraków - Polonia Warszawa 37:35

## Klasyfikacja końcowa
| Miejsce | Zespół           | Mecze | Zwycięstwa-Porażki | Bilans punktów |
| złoto   | YMCA Kraków      | 3     | 3-0                | 123:113        |
| 2.      | Polonia Warszawa | 3     | 1-2                | 113:106        |
| 3.      | KPW Poznań       | 3     | 1-2                | 139:142        |
| 4.      | Cracovia         | 3     | 1-2                | 94:108         |

O końcowej kolejności drużyn na miejscach 2-4 zadecydował stosunek koszy.

## Składy drużyn
W skład poszczególnych ekip wchodzili m.in.:
- YMCA Kraków - Jaśkiewicz, Szostak, Stok, Kukuła, Baran, Czyński, Łapiński, Marcinkowski, Węglarz, Paulli
- Polonia Warszawa - Ałaszewski, Zgliński, Kapałka, Czyżykowski, Gregołajtis, Anioł, Gruszecki,
- KPW Poznań - Różycki, Patrzykont, Kasprzak I, Łój, Czaplicki, Kasprzak II, Kornobis, Śmigaj, "Synek"
- Cracovia - Czajczyk, Stefaniuk, "Zdzisławski", Pluciński, "Rosicki", Lubowiecki, Skucha, Trytko, Radwański, Kopf, Kowalski